# Yaroslav Rybakov
Yaroslav Vladimirovich Rybakov (em russo: Ярослав Владимирович Рыбаков, Mogilev; RSS da Bielorrússia, 22 de novembro de 1980) é um atleta russo, especialista em salto em altura. Foi campeão mundial indoor em 2006 e campeão mundial ao ar livre em Berlim 2009.
Rybakov é um dos atletas mais medalhados em grandes competições internacionais de salto em altura. Em pista coberta, o seu recorde pessoal é de 2.38 m, marca obtida em Estocolmo em 2005, e que haveria de repetir por mais três vezes entre 2005 e 2008. Ao ar livre não conseguiu mais do que 2.35 m, marca obtida por duas vezes em 2007 e 2009.